# Такирколь
Такирко́ль (каз. Тақыркөл) — село у складі Жанакорганського району Кизилординської області Казахстану. Адміністративний центр та єдиний населений пункт Суттикудицького сільського округу.
У радянські часи село називалось Красна Звезда.
Населення — 2082 особи (2021; 2143 у 2009, 2240 у 1999, 2288 у 1989).